# 3r Congrés Nacional del Partit Comunista de la Xina
El Tercer Congrés Nacional del Partit Comunista Xinès es va celebrar del 12 al 20 de juny de 1923 a Guangzhou. Es va formar un front unit basat en la cooperació entre el partit polític que governava contra l'imperialisme, el Kuomintang, i el nou Partit Comunista Xinès (PCX). El congrés va elegir el 3r Comitè Executiu Central del Partit Comunista Xinès. El va succeir el 4t Congrés Nacional del Partit Comunista de la Xina.

## Members del comité executiu
1. Chen Duxiu
2. Cai Hesen (蔡和森)
3. Li Dazhao
4. Tan Pingshan (谭平山)
5. Wang Hebo (王荷波)
6. Mao Zedong
7. Zhu Shaolian (朱少连)
8. Xiang Ying
9. Luo Zhanglong (罗章龙)

Els membres substituts eren:
1. Deng Pei (邓培)
2. Zhang Lianguang (张连光)
3. Xu Meikun (徐梅坤)
4. Li Hanjun (李汉俊)
5. Deng Zhongxia (邓中夏)